# Cindy Crawford (diễn viên phim khiêu dâm)
Cindy Crawford sinh ngày 6.12.1980 tại Las Vegas, Nevada, Hoa Kỳ là một nữ diễn viên phim khiêu dâm người Mỹ, nổi tiếng vì trùng tên với siêu mẫu Cindy Crawford.  Siêu mẫu Cindy Crawford đã tranh chấp việc sử dụng tên này, nhưng nữ diễn viên khiêu dâm đã chứng minh được rằng đó là tên hợp pháp của cô.

## Danh mục phim
- 2003: Cindy's Fairy Tails
- 2003: Desperately Seeking Cindy
- 2004: Cindy's Way 1-4
- 2004: Submission Of Cindy
- 2005: Girlvert 10
- 2005: Playing With Cindy Crawford
- 2005: Spend The Night With Cindy
- 2006: Violation Of Cindy Crawford
- 2006: Mary Carey on the Rise
- 2007: Dirty Divas
- 2007: Black Snake Boned
- 2007: America loves Bush
- 2008: 9to5 – Days in Porn
- 2008: Jason Colt – The Mystery of the Sexy Diamonds
- 2009: Slutty and Sluttier 9

## Giải thưởng và Đề cử
- 2004: AVN-Award- Đề cử: Best New Starlet
- 2005: AVN-Award - Đề cử: Female Performer of the Year
- 2006: AVN-Award - Đề cử: Best Actress – Video
- 2007: Adultcon - Đoạt giải: Best actress for an oral performance on a man cho phim Stormy Driven[2]
- 2007: F.A.M.E.-Award – vào chung kết: Dirtiest Girl in Porn[3]
- 2008: AVN-Award - Đoạt giải: Most Outrageous Sex Scene cho phim Ass Blasting Felching Anal Whores[4] (chung với Rick Masters và Audrey Hollander)
- 2008: AVN-Award - Đề cử: Best Group Sex Scene, Video cho phim I Dream of Jenna 2[5] (chung với Jenna Jameson, Belladonna, Nikita Denise, Aurora Snow)
- 2008: AVN-Award - Đề cử: Best Oral Sex Scene, Video cho phim Black Snake Boned[5]